# Masciago Primo
Masciago Primo (im lokalen Dialekt Masciàgh) ist eine Gemeinde (comune) im Nordwesten der Lombardei in der Provinz Varese in Oberitalien. Die Gemeinde hat 291 Einwohner (Stand 31. Dezember 2023).

## Geographie
Die Gemeinde liegt etwa 17 Kilometer nordnordwestlich von Varese im Parco regionale Campo dei Fiori und gehört zur Comunità Montana Valli del Verbano. Die bedeckt eine Fläche von 1,95 km². Zu Masciago Primo gehören die Fraktionen Mondada und Muniscione. Die Nachbargemeinden sind Bedero Valcuvia, Cunardo, Ferrera di Varese und Rancio Valcuvia.

## Geschichte
Die erste urkundliche Erwähnung des Dorfs findet sich in einem Akt von 1176, der über den Umstand berichtet, dass ein Einheimischer namens Montenario de Masciago Richter oder Anwalt des Kaisers Friedrich I. (HRR) war.
Das zur Pieve Cuvio gehörende Dorf Masciago, das in den Statuten der Straßen und Gewässer der Grafschaft Mailand als Mangiago bezeichnet wird, gehörte zu den Gemeinden, die zum Unterhalt der Straße nach Bollate beitrugen (1346). Im Jahr 1450 wurde das gesamte Gebiet von Val Cuvia mit einer Urkunde des Notars Giacomo Perego vom 16. Mai von Herzog Francesco I. Sforza an seinen Ratsherrn Pietro Cotta als Lehen vergeben. Das Lehen ging 1727 an den Grafen Giulio Visconti Borromeo Arese über, mit dem Recht des Verkäufers, des Rechtsgelehrten Pietro Cotta, die Lehnsrechte, d. h. die gepolsterte Gebühr, auf Lebenszeit einzuziehen.
In den Registern des Estimo (Grundbuch) des Herzogtums Mailand von 1558 und den späteren Aktualisierungen im 17. Jahrhundert war Masciago unter den Gemeinden, die in derselben Pieve erfasst wurden. Nach den Antworten auf 45 Fragen, die 1751 vom zweiten Volkszählungsrat gestellt wurden, wurde das Gebiet an Giulio Visconti Borromeo Arese belehnt, an den er jedes Jahr 25 Lire und 5 Soldi in zwei Raten zahlte. Der Konsul der Gemeinde legte einen Eid auf die Strafbank des feudalen Podestà von Cuvio ab, der für das Tal zuständig war. Die Gemeinde hatte keine Räte, sondern nur einen Bürgermeister, der gleichzeitig als Kanzler fungierte. Der Bürgermeister war mehrere Jahre lang im Amt.
Nach dem vorübergehenden Zusammenschluss der lombardischen Provinzen mit dem Königreich Sardinien wurde die Gemeinde Masciago Primo mit 263 Einwohnern, die von einem 15-köpfigen Gemeinderat und einem 2-köpfigen Stadtrat verwaltet wird, auf der Grundlage der durch das Gesetz vom 23. Oktober 1859 festgelegten Gebietsaufteilung dem Bezirk III von Cuvio, Bezirk II von Varese, Provinz Como, zugeordnet. Bei der Verfassung des Königreichs Italien im Jahr 1861 hatte die Gemeinde 257 Einwohner (Volkszählung 1861). Bis 1863 trug die Gemeinde den Namen Masciago, danach wurde sie in Masciago Primo umbenannt (Königlicher Erlass Nr. 1. 192 vom 8. Februar 1863). Nach dem Gesetz über die Gemeindeorganisation von 1865 wurde die Gemeinde von einem Bürgermeister, einem Rat und einem Ausschuss verwaltet. Im Jahr 1867 wurde die Gemeinde in denselben Bezirk, Kreis und dieselbe Provinz aufgenommen.
Im Jahr 1924 wurde die Gemeinde in den Bezirk Varese der Provinz Como eingegliedert. Nach der Gemeindereform von 1926 wurde die Gemeinde von einem Podestà verwaltet. Im Jahr 1927 wurde die Gemeinde der Provinz Varese zugeschlagen. Nach der Gemeindereform von 1946 wurde die Gemeinde Masciago Primo von einem Bürgermeister, einer Junta und einem Gemeinderat verwaltet. Im Jahr 1971 hatte die Gemeinde Masciago Primo eine Fläche von 195 Hektar.

## Bevölkerung
| Bevölkerungsentwicklung | Bevölkerungsentwicklung | Bevölkerungsentwicklung | Bevölkerungsentwicklung | Bevölkerungsentwicklung | Bevölkerungsentwicklung | Bevölkerungsentwicklung | Bevölkerungsentwicklung | Bevölkerungsentwicklung | Bevölkerungsentwicklung | Bevölkerungsentwicklung | Bevölkerungsentwicklung | Bevölkerungsentwicklung | Bevölkerungsentwicklung | Bevölkerungsentwicklung |
| ----------------------- | ----------------------- | ----------------------- | ----------------------- | ----------------------- | ----------------------- | ----------------------- | ----------------------- | ----------------------- | ----------------------- | ----------------------- | ----------------------- | ----------------------- | ----------------------- | ----------------------- |
| Jahr                    | 1751                    | 1805                    | 1853                    | 1871                    | 1881                    | 1901                    | 1921                    | 1931                    | 1951                    | 1971                    | 1991                    | 2001                    | 2011                    | 2021                    |
| Einwohner               | 204                     | 241                     | *285                    | 278                     | 296                     | 258                     | 221                     | 176                     | 156                     | 157                     | 188                     | 272                     | 290                     | 300                     |

- 1809 Fusion mit Cuvio und 1812 mit Rancio